# Bürgerentlastungsgesetz Krankenversicherung
Das 2009 verabschiedete Gesetz zur verbesserten steuerlichen Berücksichtigung von Vorsorgeaufwendungen (Kurzbezeichnung: Bürgerentlastungsgesetz Krankenversicherung oder Bürgerentlastungsgesetz) soll nach dem Willen des deutschen Gesetzgebers etwa 16 Millionen Steuerzahler um etwa zehn Milliarden Euro entlasten.
Das Gesetz ist ein so genanntes Änderungsgesetz, das in 18 Artikeln 18 andere Gesetze und Verordnungen verändert. Artikel 19 regelt das Inkrafttreten. Mit Ausnahme der Artikel 2 Nummer 1, 8, 10 Nummer 1 und 16 ist das Bürgerentlastungsgesetz Krankenversicherung am 23. Juli 2009 in Kraft getreten. Die genannten Artikel regeln die Änderungen im Finanzverwaltungsgesetz, Umsatzsteuergesetz, Finanzmarktstabilisierungsfondsgesetz und Familienleistungsgesetz.
Im Einkommensteuergesetz wird als zentrale Neuerung die unbeschränkte Abziehbarkeit der Beiträge zur Basiskranken- und Pflegeversicherung eingeführt. Die zugleich erhöhten Höchstbeträge (vorher 1500 Euro, neu 1900 Euro für abhängig Beschäftigte und 2800 Euro statt 2400 Euro für Selbstständige) gelten nur, wenn Beiträge für zusätzliche Versicherungen nach § 10 Absatz 1 Nr. 3a (z. B. Unfallversicherung) geltend gemacht werden sollen.
Außerdem werden das Finanzverwaltungsgesetz, die Altersvorsorge-Durchführungsverordnung, das dritte, zehnte und zwölfte Buch des Sozialgesetzbuches, das Körperschaftsteuergesetz, das Umsatzsteuergesetz, das Investmentsteuergesetz, das Finanzmarktstabilisierungsfondsgesetz, das Altersvorsorgeverträge-Zertifizierungsgesetz, das Fünfte Vermögensbildungsgesetz, das Bundeskindergeldgesetz, das Steuerberatungsgesetz, die Verordnung zur Durchführung des § 5 Absatz 2 des Finanzverwaltungsgesetzes, das Familienleistungsgesetz, die Gewerbesteuer-Durchführungsverordnung und das Zukunftsinvestitionsgesetz durch das Gesetz geändert.